# 鈴木Spacia
鈴木Spacia（日语：スズキ・スペーシア）是2013年起由日本鈴木公司開發生產的輕型高頂旅行車，其兄弟車是馬自達Flair Wagon。關於車名「Spacia」來自英語「space」之自創字，用以強調寬廣的車室空間。

## 歷史與概要

### 第一代MK32S/42S型（2013年-2018年）
2013年 - 2月26日發表Spacia，並於3月15日正式發售，產品代言人為堀北真希。同年4月25日，開始換牌供應給馬自達，兄弟車為第二代馬自達Flair Wagon。同年6月12日推出運動化「Spacia Custom」車型，頭尾燈、水箱護罩、保險桿、鋁合金輪框皆重新設計，新增兩種專屬車色、One-Touch電動滑門，全車空力套件及車室內部採用黑色為主的鋪陳。動力方面有自然進氣的658c.c.直列三缸DOHC VVT R06A型引擎，以及658c.c.直列三缸DOHC VVT R06A型渦輪增壓引擎可以選擇。配合怠速熄火系統、「S-eNe-CHARGE」動能回收系統，在日本JC08模式（日语：JC08モード）下自然進氣版的平均油耗表現達到27.8km/L，渦輪增壓版則是26.0km/L。 
同年8月26日部分改良，新增雷達煞車輔助系統、防暴衝機能、緊急煞車信號、DSC動態穩定控制系統、TCS循跡控制系統等。10月28日發售福祉車「輪椅移動車」，11月23日與第二代馬自達Flair Wagon同時獲得2013年度日本年度風雲車。
2014年 - 5月調整若干車型：廢除「T」的雙色調車身車型，以及金屬紫色塗裝。6月12日發售特仕車「X Limited」及「Custom XS Limited」，後者新設雷達煞車輔助系統、防暴衝機能、緊急煞車信號、DSC動態穩定控制系統、TCS循跡控制系統等主被動安全裝備，並新增左後電動滑門、前擋與前車門防紫外線玻璃、多功能按鍵方向盤、雙前座椅加熱功能、後座熱風出口等配備；前者則具有專屬水箱罩、全車空力套件、14吋鋁圈、附LED方向燈之後視鏡、助手席化妝鏡等配備。
同年12月18日特仕車「Custom J Style」問世，以「Custom XS」車型為底，外觀具備附LED方向燈之後視鏡、專屬金色銘牌、LED霧燈、15吋鋁合金輪框、雙後側電動滑門等，內裝則有撥水座椅表皮、專屬腳踏墊與遙控器、前雙座加熱功能等。
2015年 - 5月19日實施小改款（2型，原廠代號MK42S型），原「eNe-CHARGE」動能回收系統的馬達改為ISG整合式啟動馬達（Integrated Starter Generator之縮寫）與鋰電池的「S-eNe-CHARGE」，並新增「雙攝影鏡頭煞車輔助系統」（デュアルカメラブレーキサポート），當中包含車道偏離警示系統、前方碰撞預警系統（含自動煞車）、前方車輛移動警告、車輛路線不穩警告與油門誤踩警告系統等配備。「X」和「Custom XS」車型可加價選購整合式影音娛樂系統，具有7吋觸控螢幕、衛星導航系統、AUX / USB端子等；另在車身前後左右設置四顆可顯示鳥瞰影像的鏡頭，讓駕駛人判斷四方狀況。R06A型引擎加裝EGR排氣再循環裝置、排氣歧管一體化、改善汽缸蓋等，使得油耗表現更佳。同年6月25日，福祉車「輪椅移動車」遂隨之小改款；12月21日發售「G Limited」特仕車。
2016年 - 10月17日原廠宣佈可加價選購整合式影音娛樂系統開始支援Android Auto功能。12月26日開始發售「Spacia Custom Z」，外觀上換成尺寸更大的鍍鉻水箱罩，大燈組換成較為細長的矩形投射燈組，下進氣壩改成一直線；此外原廠提供多達10種車色（包括三種雙車色）以供選擇。配備方面具有四個安全氣囊、ESP車身動態穩定系統、後座右側電動滑門、雙攝影鏡頭含車道偏移警告系統、前方碰撞預警系統（含自動煞車）、前方車輛移動警告、車輛路線不穩警告與油門誤踩警告系統等。
2017年 - 5月1日變更部分車色，9月1日起「Custom」車型停產。同年12月14日開始停售，準備改朝換代，但福祉車「輪椅移動車」仍持續生產至翌年2018年2月9日為止。

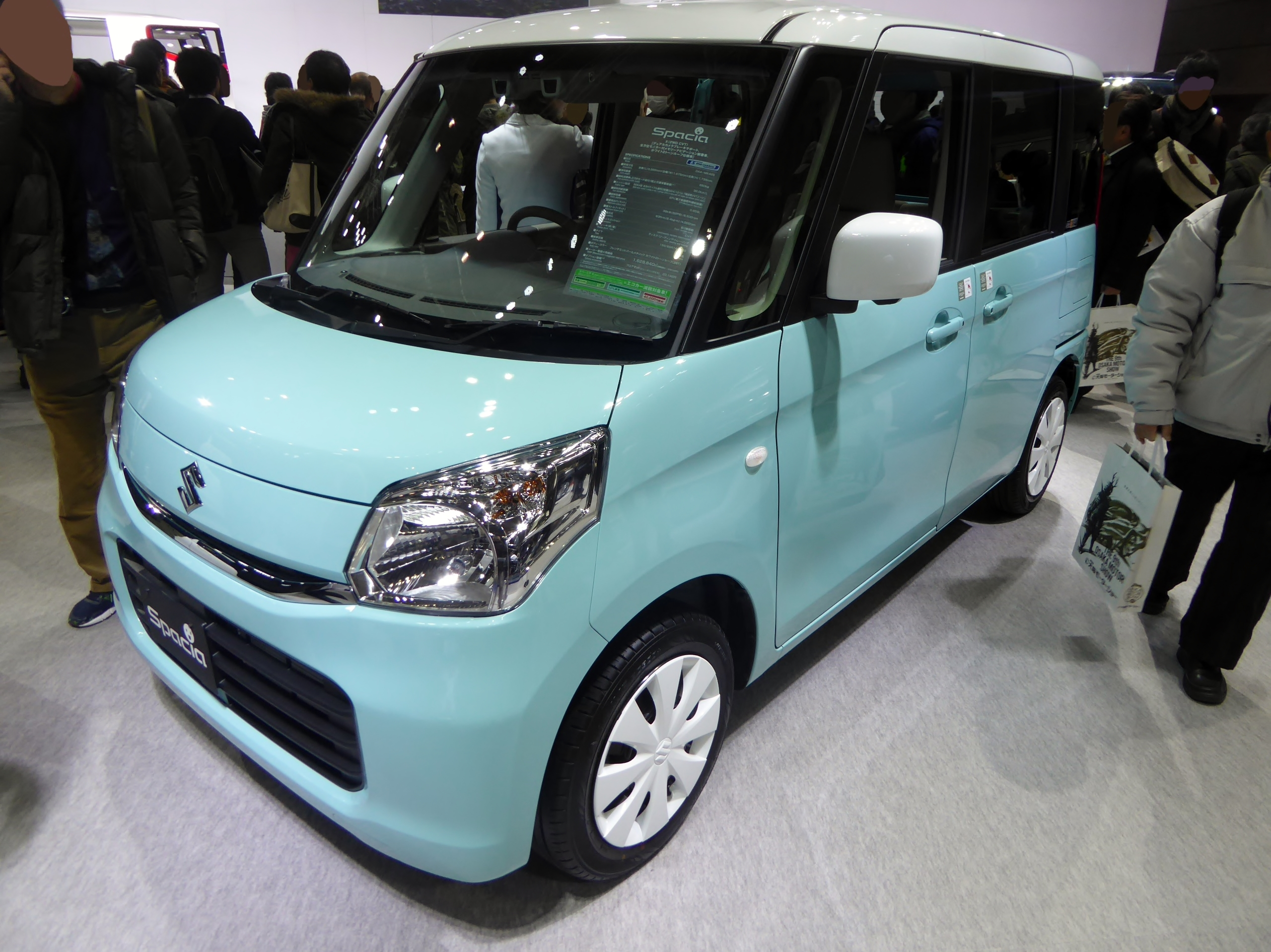
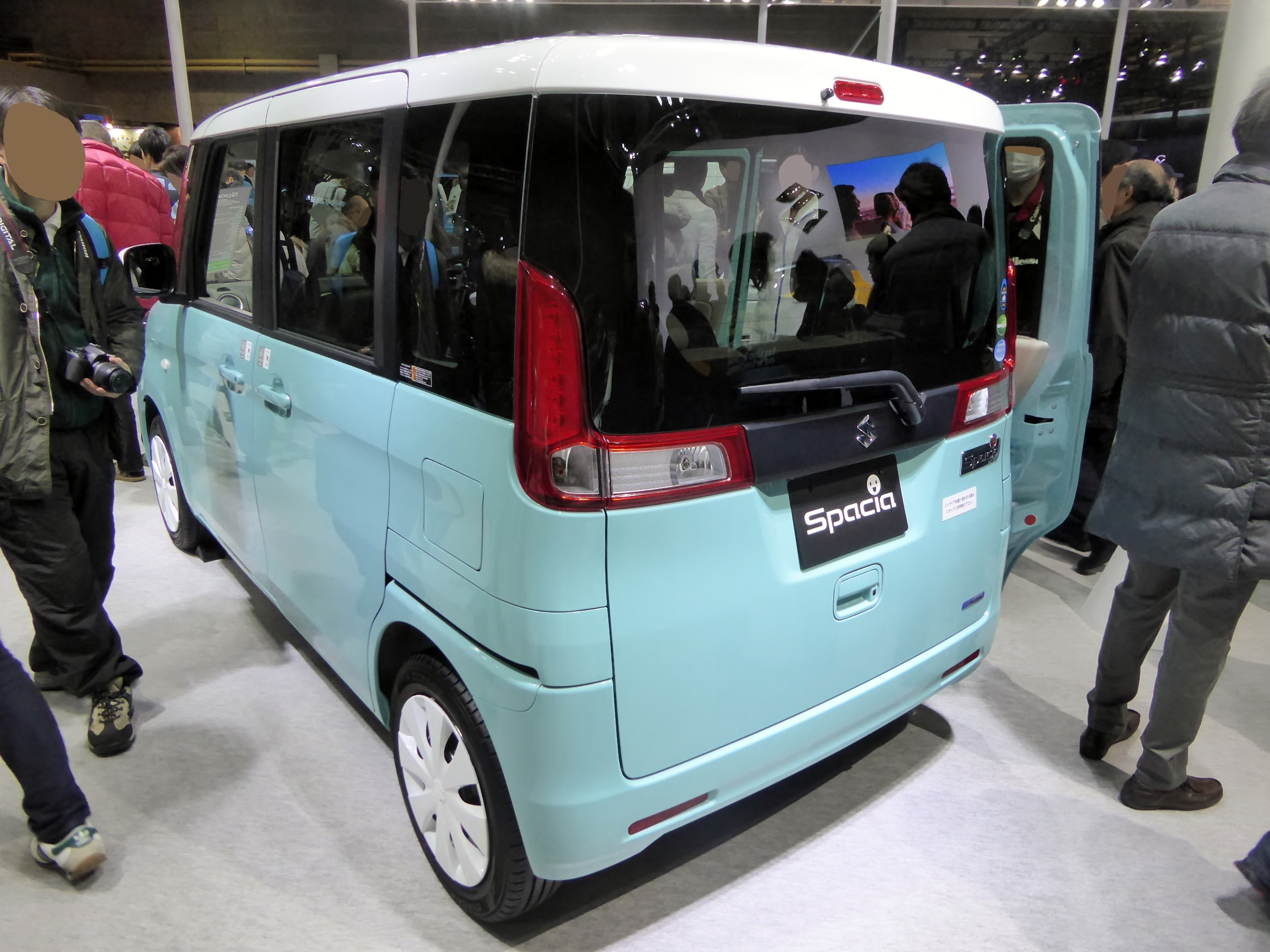
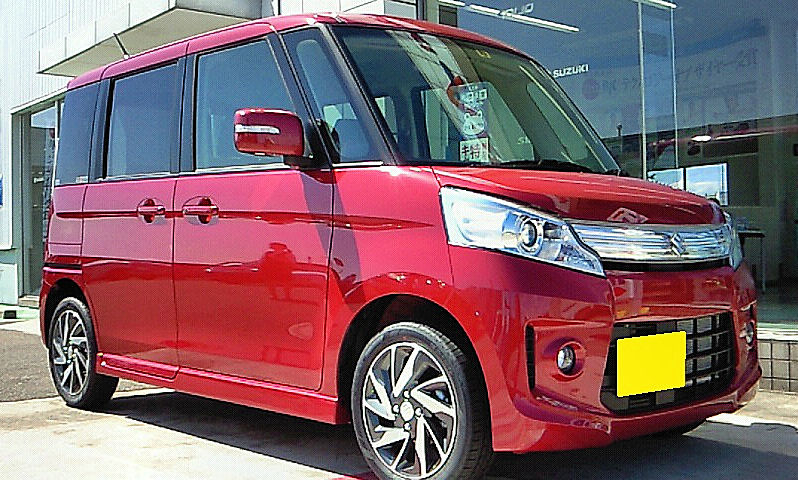
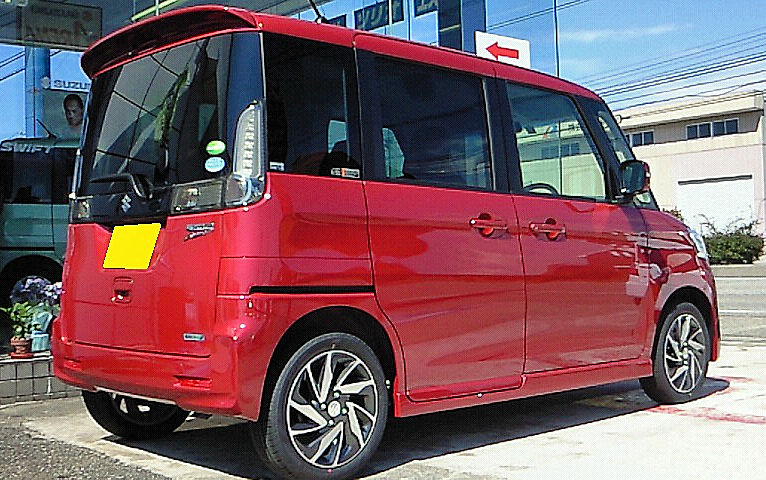
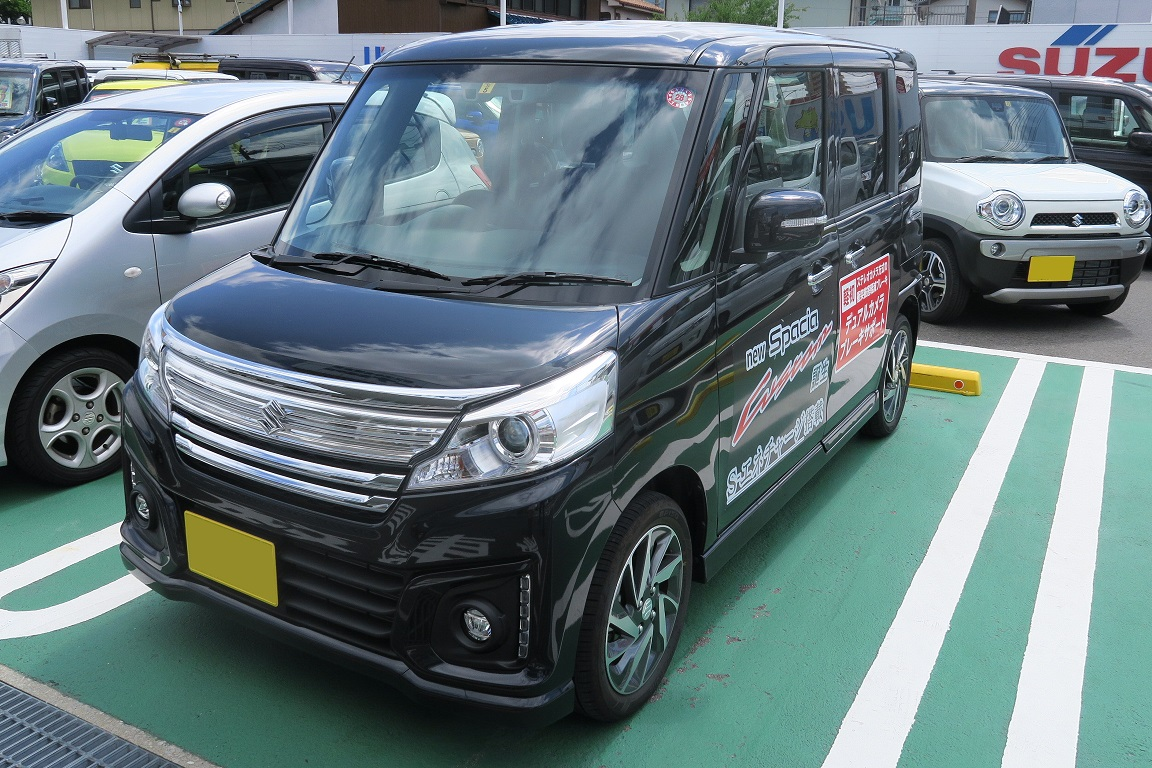

### 第二代MK53S型（2017年迄今）
2017年 - 10月28日原廠於第45屆東京車展展出「Spacia Concept」概念車作為暖身，預告即將改朝換代。同年12月14日第二代Spacia正式上市，分為標準及強調個性化的Custom等二種車型。前者在外觀上導入圓潤的設計與復古的元素，後者則藉由大面積的鍍鉻水箱罩與較為銳利的車頭造型以吸引男性車主；兩種車型皆有14種車色塗裝。動力方面搭載原廠代號R06A型的658c.c.直列三缸DOHC 12V汽油引擎，自然進氣版的輸出表現為52ps / 6,500rpm、6.4kg·m / 4,000rpm，渦輪增壓版則是64ps / 6,000rpm、9.7kg·m / 3,000rpm，搭配CVT無段自動變速箱，以及具有2.3kW電動馬達與10A鋰電池的SHVS輕油電動力系統，並提供四輪驅動作為選擇。主被動安全配備包含前方偵側車輛/行人與自動煞車、倒車自動煞車、前方兩側廣角影像輔助、車身周圍360度環景顯影、HUD抬頭顯示器等配備，另可加價選購遙控電動滑門與車內空氣清淨機等。
2018年 - 2月9日原廠發佈福祉車「輪椅移動車」的改款消息。

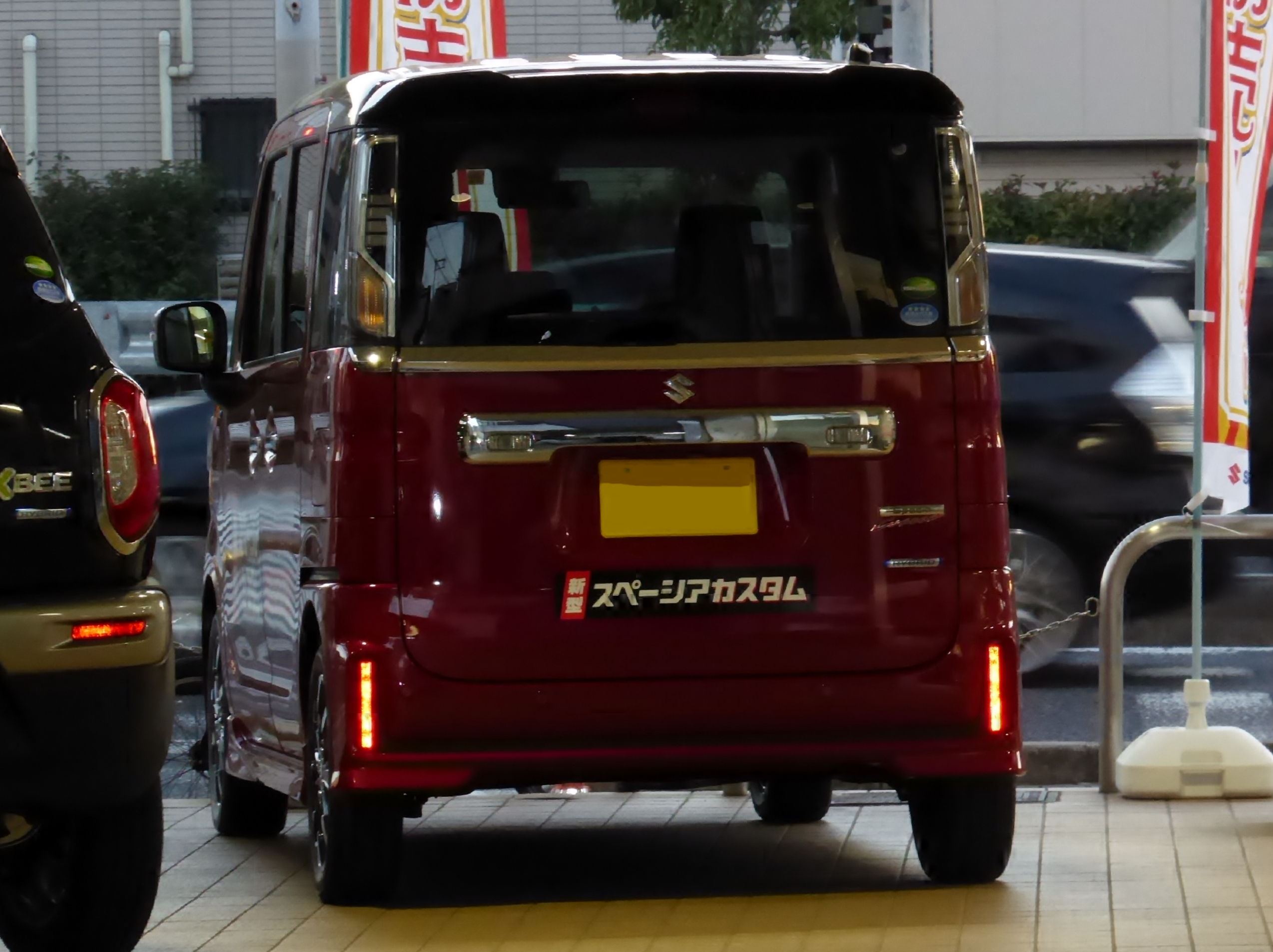
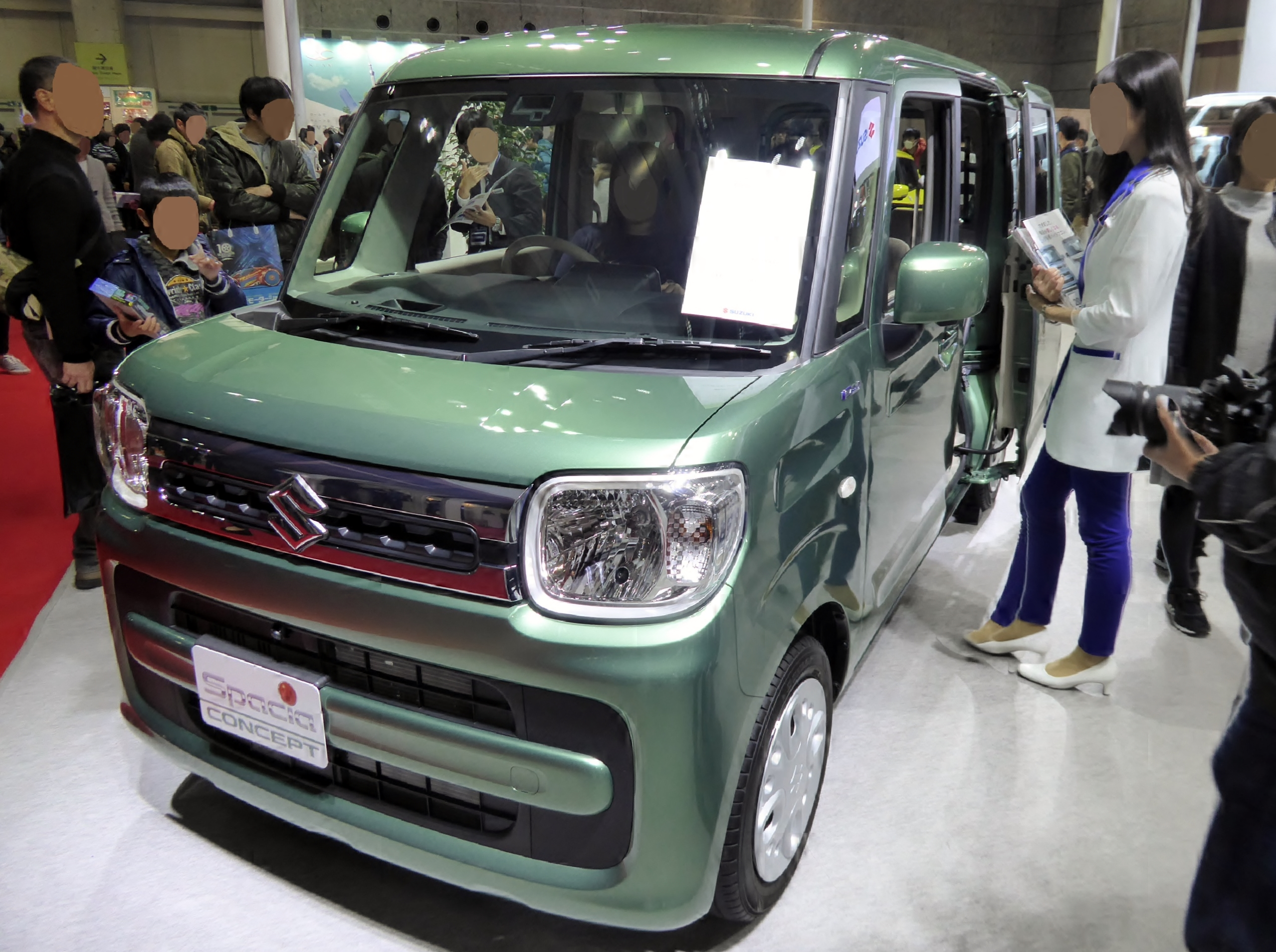
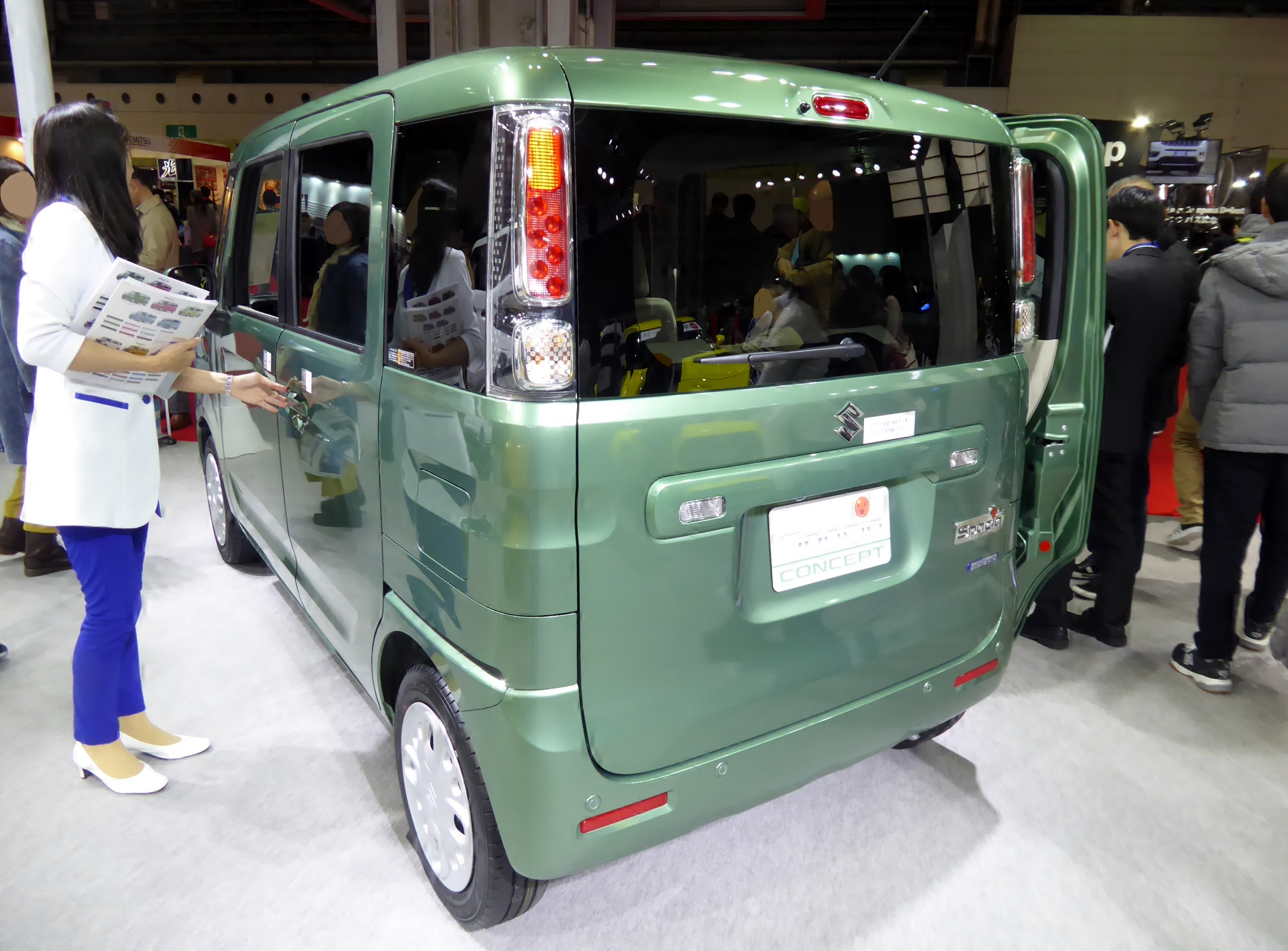

## 外部連結
- （日語）日本官方網站 （页面存档备份，存于）